# Znanost u 1865.
◄◄ | ◄ | 1862. | 1863. | 1864. | 1865.  | 1866. | 1867. | 1868. | ► | ►►
Arhitektura • Astronomija • Biologija • Fotografija • Glazba • Kazalište • Kemija • Kiparstvo • Knjige • Književnost • Kršćanstvo • Meteorologija • Medicina • Planinarstvo • Politika • Pravo • Promet • Slikarstvo • Šport • Znanost • Željeznički promet
Znanost u 1865.

## Svijet

### Rođenja
- 10. travnja − Lucien Lévy-Bruhl, francuski filozof, sociolog i etnograf, poznat po svom zanimanju za istraživanje tzv. primitivnog mentaliteta († 1939.)

## Vanjske poveznice
|  | Zajednički poslužitelj ima još gradiva o temi Znanost u 1865. |